# Santiago Arcos
Santiago Mariano del Carmen Arcos Arlegui (Santiago de Chile, 22 o 25 de julio de 1822-París, 23 de septiembre de 1874) fue un político liberal y ensayista chileno. Junto a Francisco Bilbao fue fundador de la Sociedad de la Igualdad, inspirada en el ideario de la revolución francesa de 1848, que buscaba la abolición en Chile de la República Autoritaria de carácter conservador y el establecimiento de un sistema basado en los principios de soberanía popular y fraternidad.

## Biografía
Fue el tercer hijo del militar y comerciante de origen español Antonio Arcos, que había  participado como ingeniero militar en las luchas por la Independencia de Chile, y de la dama criolla Isabel Petronila Arlegui Rodríguez. 
Al caer el director Supremo O'Higgins (1823), Antonio Arcos, partidario suyo, debió exiliarse de Chile. Tras un breve peregrinar, la familia se asentó en París, donde Arcos se dedicó con éxito a los negocios financieros.
Santiago desoye la voluntad paterna y prefiere antes que estudiar dedicarse a la vagancia, alternando con la alta burguesía y los revolucionarios socialistas. Es entonces cuando decide volver a Chile, pasando antes por Estados Unidos donde traba amistad con el argentino Domingo Faustino Sarmiento. Juntos descienden el continente americano hasta llegar a Valparaíso.
En Chile participa activamente de la vida político-social de las élites y se incorpora al Club de la Reforma. 
A principios de 1849, corrido por la revolución, llega a Chile su padre, quien inaugura el primer banco chileno: Banco de Chile de Arcos y Cía. Santiago transige y comienza a colaborar con la empresa familiar. Sin embargo, la animadversión del gobierno lleva al cierre del banco en abril de 1850. Santiago se niega a acompañar a su padre de regreso a París y sobrevive los siguientes meses con una pensión exigua, hasta que su padre muere, dejando una cuantiosa herencia. 
Con Francisco Bilbao, otro chileno de ideas radicales a quien conoce desde París, da a luz la Sociedad de la Igualdad el 10 de abril de 1850. El gobierno lo destierra a Perú y, al volver, a Argentina, donde interviene en las luchas internas, tomando partido por Valentín Alsina y publicando numerosas notas en la prensa de Buenos Aires. Tras la caída de Alsina, se desplaza a España, donde llega a ser diputado y finalmente regresa a París. Desde allí apoyó activamente la posición argentina en la guerra del Paraguay.
En Las fronteras y los indios: cuestión de indios aboga por el avance argentino en una "guerra ofensiva" sobre el territorio de los indígenas de las Pampas y la Patagonia, para matar o expulsar a todos los indígenas que hubiera al norte del río Negro y alaba como precedente de su propuesta las matanzas realizadas en la década de 1820 por José Félix Aldao en Mendoza. Plantea que enviar al ejército a matar a los indígenas es mucho más barato y eficiente que mantener una guarnición constante en los fuertes en prevención de ataques. El general argentino Lucio V. Mansilla escribió Una excursión a los indios ranqueles sobre la base de las cartas que escribiera a su amigo Arcos.
Enfermo de cáncer, Santiago Arcos se suicida arrojándose al río Sena.

Entristecido por cierta enfermedad angustiosa (una gangrena en la nariz), subióse una mañana del mes de septiembre de 1874 sobre el parapeto de uno de los puentes de París, provisto de un cinto de plomo, y descargándose el cañón de una pistola en el cerebro, se precipitó en la eterna y triste nada de los suicidas.
Benjamín Vicuña Mackenna

## Obra
- Cuentos de tierra adentro o extracto de los apuntes de un viajero (1849)

- La contribución y la recaudación (1850)

- Las fronteras y los indios: cuestión de indios (1860)

- De la utilidad de los bancos en los pueblos de la República Argentina (1860)

- La Plata, une étude historique (1865)

- A los electores de diputados para las próximas elecciones constituyentes (1868)